# Simpson Horror Show IV
Vous lisez un « bon article » labellisé en 2011.
Le Simpson Horror Show IV (Treehouse of Horror IV), ou Spécial d'Halloween IV au Québec, est le 5e épisode de la saison 5 de la série télévisée Les Simpson. C'est aussi le quatrième épisode de type Horror Show. Il a été diffusé pour la première fois par la Fox aux États-Unis le 28 octobre 1993, puis en France le 8 octobre 1994. Il met en scène trois courtes histoires nommées Homer Simpson et le Diable, Terreur à cinq pieds et demi et Bart Simpson's Dracula. L'épisode est réalisé par David Silverman et coécrit par Conan O'Brien, Bill Oakley, Josh Weinstein, Greg Daniels, Dan McGrath, et Bill Canterbury.
Dans Homer Simpson et le Diable, Homer Simpson annonce qu'il vendrait son âme pour un donut et le Diable apparaît pour faire un marché avec lui. Dans Terreur à 5 pieds et demi, alors qu'il est dans le bus scolaire, Bart croit voir un gremlin détruire le bus morceau après morceau. Personne ne le voit à part Bart, aussi celui-ci tente-t-il de l'éliminer lui-même. Enfin, dans Bart Simpson's Dracula, Mr. Burns est un vampire et Bart est victime de sa morsure. Lisa et le reste de la famille vont au château de Burns pour le tuer afin que Bart retrouve son état normal.
Comme les autres épisodes de Halloween, l'épisode est considéré comme non canonique et ne s'inscrit pas dans la continuité de la série. L'épisode fait référence à des séries télévisées telles que La Quatrième Dimension, Night Gallery, et Peanuts. Il fait aussi référence à quelques films tels que Dracula et Génération perdue. Depuis sa diffusion, l'épisode a reçu des critiques majoritairement positives. Il a atteint un indice de 14,5 sur l'échelle de Nielsen, et est la plus forte audience sur le réseau FOX la semaine de sa diffusion.

## Synopsis

### Introduction
En hommage à la série télévisée de Rod Serling Night Gallery, Bart introduit l'épisode en marchant dans une galerie de peintures célèbres comprenant Montée et Descente, Le Cri ou encore La Mort de Marat. Les trois parties de l'épisode sont fondées sur les tableaux de cette exposition.

#### Homer Simpson et le Diable | Le Diable et Homer Simspon (VQ)

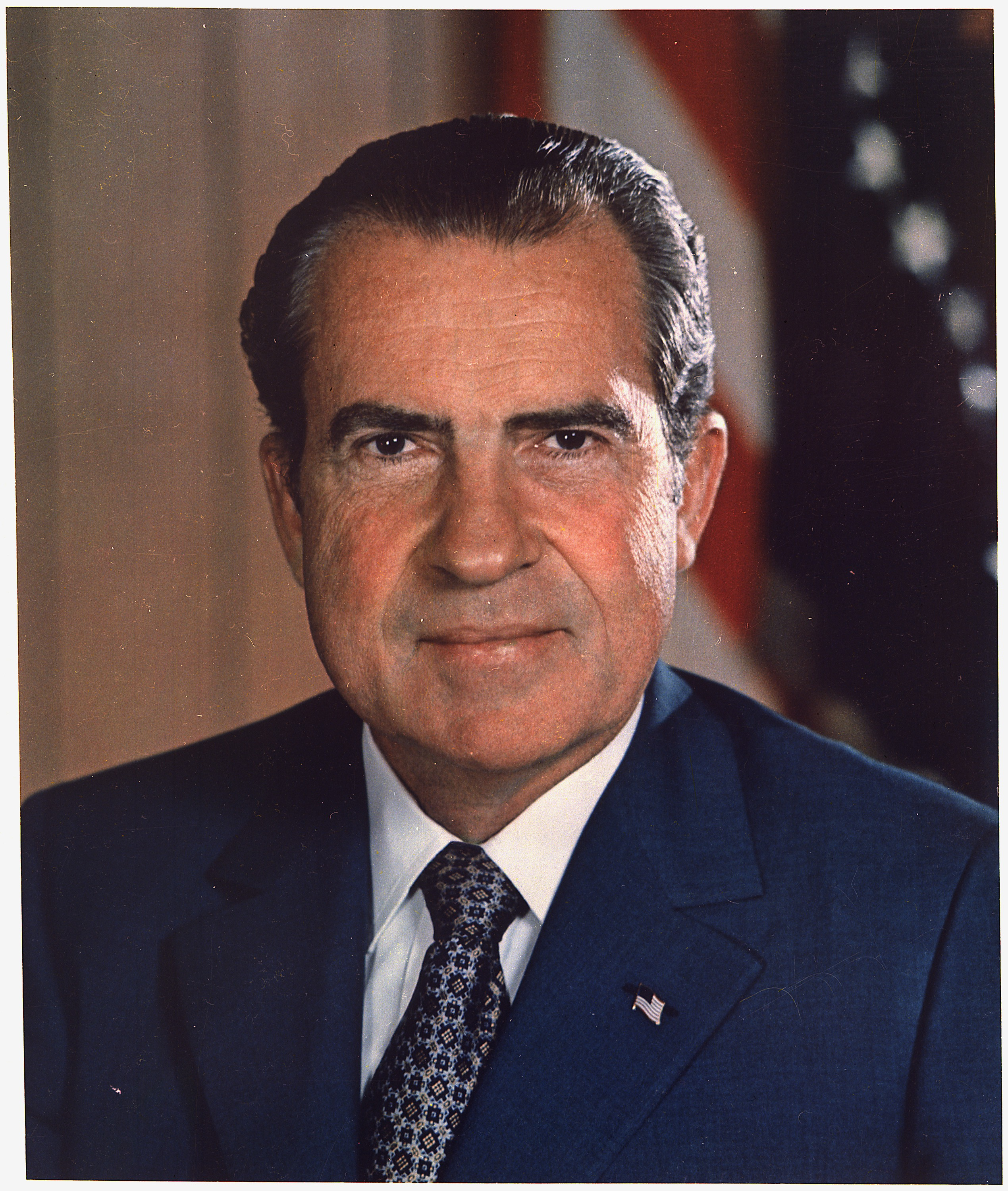
Le président Richard Nixon est caricaturé dans cet épisode comme l'une des « âmes damnées » invitées par le Diable au procès d'Homer, même s'il était encore vivant lorsque l'épisode a été réalisé.

Au travail, Homer déclare qu'il vendrait son âme pour un donut. Le Diable, qui se révèle être Ned Flanders, apparaît et donne à Homer un contrat pour sceller un marché. Cependant, avant qu'Homer ait fini le donut, il se rend compte que le Diable ne pourra réclamer son âme s'il ne mange pas le dernier morceau, qu'il décide de garder au réfrigérateur. Plus tard, alors qu'il cherche un en-cas, à moitié endormi, il mange ce morceau, et le diable réapparaît pour s'emparer de son âme. Marge et Lisa supplient le Diable et réussissent à le convaincre d'organiser un procès pour le lendemain. Jusque-là, Homer est envoyé passer le reste de la journée en Enfer où il est condamné à manger des donuts (la punition n'en est finalement pas une puisque le Diable a sous-estimé l'appétit insatiable d'Homer). À minuit, le Diable ramène Homer chez lui pour son procès. Quand l'avocat des Simpson, Lionel Hutz, fuit après une plaidoirie ratée, Marge tente un dernier effort pour sauver son mari en montrant une photo de leur mariage. Au dos, Homer a écrit qu'il offrait son âme à Marge ; de fait, elle n'était pas sa propriété au moment du pacte avec le Diable. Le jury, composé d'« âmes damnées » : Benedict Arnold, John Wilkes Booth, Lizzie Borden, Barbe Noire le Pirate, John Dillinger, l'équipe de hockey sur glace des Flyers de Philadelphie de 1976, et le président américain Richard Nixon (qui n'était pas mort lors de la première diffusion de l'épisode), se prononce en faveur d'Homer et le juge (la Grande Faucheuse), met fin au procès. De rage, le Diable part en transformant la tête d'Homer en donut. Celui-ci ne peut résister à l'envie de se grignoter tandis que Lisa le prévient qu'il ne doit pas sortir car des policiers l'attendent avec du café pour le manger.

#### Terreur à 5 pieds et demi | Terreur à moins de 2 mètres (VQ)
Après avoir fait un cauchemar dans lequel il mourrait dans un accident de bus, Bart prend le car scolaire pour aller à l'école par un matin pluvieux. Il panique en voyant un gremlin bleu sur le flanc du véhicule, en train de retirer une à une les vis tenant les roues en place. Bart tente sans succès de prévenir les autres passagers du danger. De désespoir, il escalade la vitre et tente d'effrayer le gremlin avec une fusée de détresse. Le gremlin prend feu et tombe du bus, heurtant la voiture de Flanders, qui décide de l'adopter. Quand le bus s'arrête finalement, tout le monde voit que les dégâts sont évidents, mais Bart est tout de même envoyé dans un asile pour le reste de sa vie, le proviseur Skinner refusant de croire ses dires. Alors qu'il se réjouit de pouvoir enfin trouver le repos, le gremlin apparaît à la vitre de l'ambulance, tenant la tête tranchée (mais encore vivante) de Flanders.

#### Bart Simpson's Dracula | Le Dracula de Bart Simpson (VQ)
Après un reportage sur plusieurs attaques de vampires, Lisa commence à suspecter le fait que Mr. Burns est un vampire, mais le reste de la famille ne partage pas ses soupçons. Les Simpson sont invités dans le château de Burns en Pennsylvanie, où Bart et Lisa découvrent un escalier secret menant à un ancien sous-sol rempli de cercueils. Alors qu'ils enquêtent, des vampires sortent des cercueils et les encerclent. Lisa s'échappe mais Bart est capturé et mordu par Burns. Plus tard dans la nuit, Lisa est réveillée par son frère et les autres vampires. Alors qu'elle est sur le point d'être mordue par Bart, Homer et Marge arrivent. Leur fille explique que le seul moyen de lui rendre son état normal est de tuer le maître des vampires, Mr. Burns. La famille retourne au manoir où Homer plante un pieu dans le cœur de Burns, mais Bart reste un vampire. Avec horreur, Lisa découvre que tous les membres de la famille sont des vampires et que Marge est en réalité le maître vampire. À la suite de ces révélations, la famille entière se jette sur Lisa, puis s'arrête et souhaite à tous un joyeux Halloween. La scène se transforme ensuite en parodie de l'épisode spécial des Peanuts, Joyeux Noël, Charlie Brown !, le chien Petit Papa Noël (Le P'tit renne au nez rouge, au Québec) imitant Snoopy qui danse tandis que Milhouse joue du piano comme Schroeder.

### Production

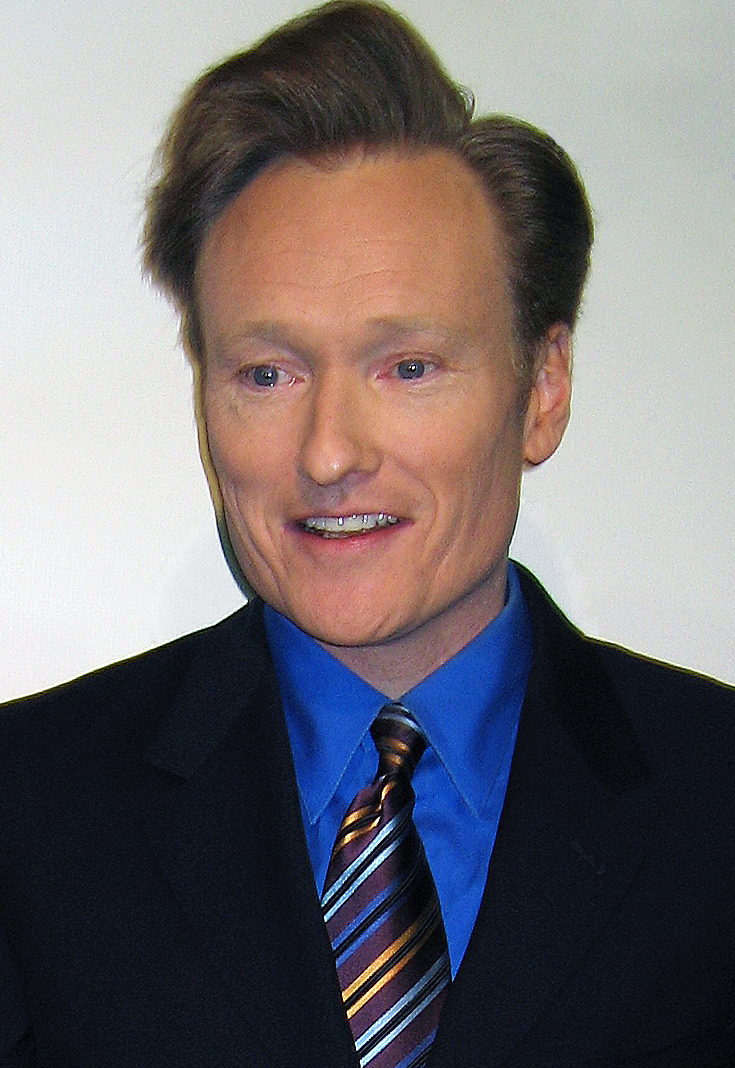
Conan O'Brien est l'un des scénaristes de l'épisode.